# کایلا کنت
کایلا کنت (انگلیسی: Kayla Canett؛ زادهٔ ۲۹ آوریل ۱۹۹۸) بازیکن زن راگبی ۷ نفره اهل ایالات متحده آمریکا است.
وی در مسابقات کشوری و بین‌المللی در مجموع برندهٔ ۱ مدال نقره، ۱ مدال برنز شده است.